# Nicolaas Wicart

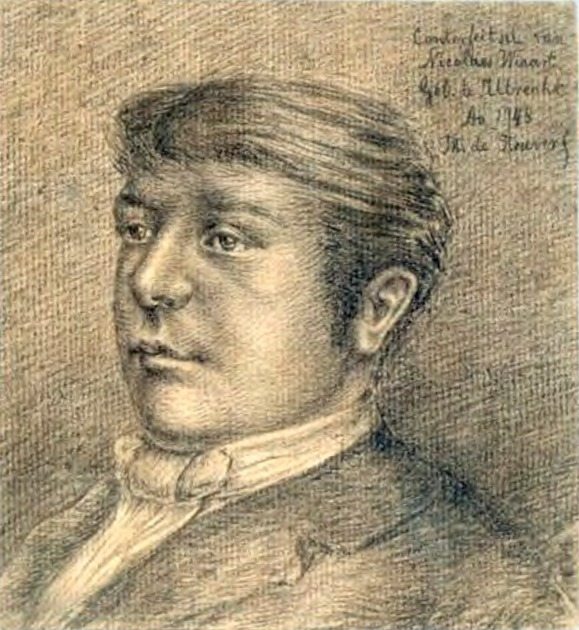
Nicolaas Wicart, Zeichnung von Theodorus de Reuver (1762–1808)

Nicolaas Wicart (* 4. März 1748 in Utrecht; † 5. November 1815 ebenda) war ein niederländischer Maler und Zeichner.

## Leben
Nicolaas Wicart war ein Sohn von Andries Wicart und Anna Christina Meijbergh. Im Alter von 20 Jahren begann er als Künstler zu arbeiten. Bekannt wurde er durch Aquarelle von Landschaften der Provinzen Südholland, Noord-Brabant und Utrecht. Von 1774 bis 1784 arbeitete Wicart als Porzellanmaler bei der Manufaktur von Joannes de Mol (1726–1782) in Oud-Loosdrecht.
Wicart war mit Johanna Margrieta Geerling verheiratet.

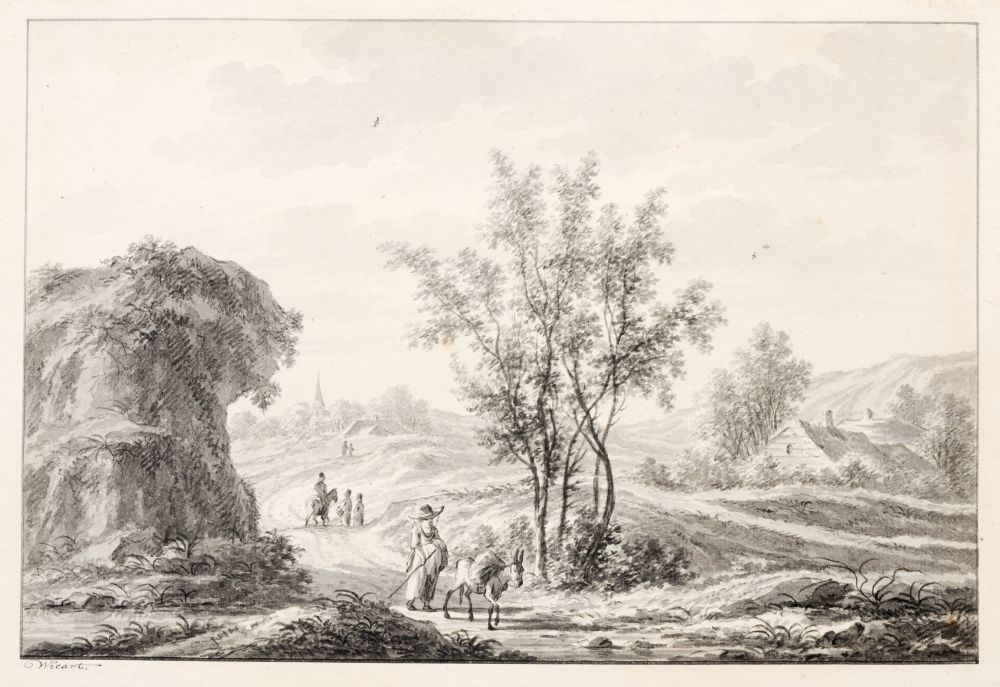
Landschaft mit Reisenden
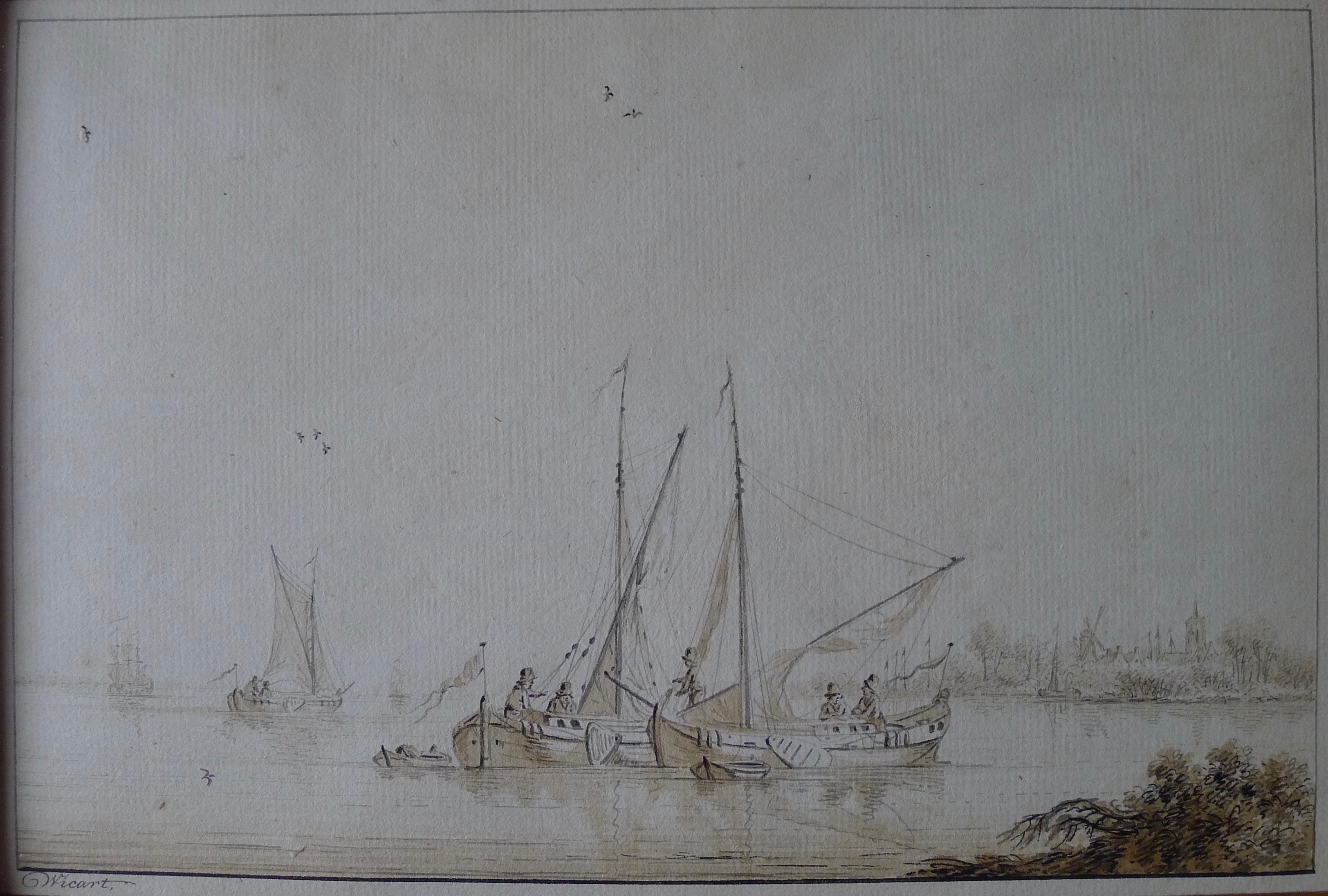
Boote auf einem Fluss